# 发光鲷
发光鲷（学名：Acropoma japonicum），又名大面側仔、目本仔、深水惡，为輻鰭魚綱鱸形目鱸亞目发光鲷科发光鲷属的鱼类，俗名日本发光鲷。分布于印度、印度尼西亚、菲律宾、朝鲜、日本以及中国南海、东海、台湾海峡等海域，属于近海较深海区暖温性鱼类，深度100-500公尺，本魚體中等細長且扁，腹部至肛門有2個發光器官，鱗片大易脫落，背鰭硬棘9枚，背鰭軟條10枚，臀鰭硬棘3枚，臀鰭軟條7枚，體長可達20公分，棲息在沙泥底質水域，生活習性不明，可做為食用魚。该物种的模式产地在長崎、日本。
其种加词“japonicum”意为“日本的”。